# Vellozia piresiana
Vellozia piresiana är en enhjärtbladig växtart som beskrevs av Lyman Bradford Smith. Vellozia piresiana ingår i släktet Vellozia och familjen Velloziaceae. Inga underarter finns listade.